# 南野真宏
南野 真宏（なんの まさひろ、1971年2月24日 - ）は日本の男性作家、マンション管理士・宅建士・管理業務主任者・土地活用プランナー・訳あり物件アドバイザー。大阪府東大阪市生まれ。上智大学法学部法律学科卒業。

## 概要
1971年大阪府東大阪市生まれ。高槻高校卒業後、上智大学法学部法律学科に入学。上京時、不動産屋に薦められるがまま、南阿佐ヶ谷の割高な半地下ワンルーム物件を借りてしまった苦い経験から宅建資格を取得。大学卒業後は勤務先にて小売店舗の物件開発に従事するも、公私で訳あり物件に遭遇してしまう。なかでも椎名町の帝銀事件跡に建てられたマンションを知らずに借りたことから調停・裁判を経験し、訳あり物件の解約に必要な「事前ワード」などの大切さを痛感。仲介業者でない立場から、訳あり物件の知識と経験を伝える活動を始める。

## 著書
- 『訳あり物件の見抜き方』 （ポプラ社、2015年11月）

## 新聞・雑誌・TV・ネット取材
- 『全国賃貸住宅新聞』全国賃貸住宅新聞社(2015年10月12日)「訳アリ物件遭遇体験　各瑕疵の事例を網羅」
- 『日刊SPA』扶桑社(2015年11月11日)「訳あり物件から身を守るたった一つの方法」[2]
- 『弁護士ドットコム』弁護士ドットコム(2015年11月22日)「訳あり物件を見抜く為のポイント」[3]
- 『東京スポーツ』東京スポーツ新聞社(2015年12月1日)「訳あり物件下調べのコツ」
- 『週刊女性』主婦と生活社(2015年12月1日)「ダマしの現場告発スペシャル　欠陥住宅の見抜き方」
- 『日刊ゲンダイ』日刊現代(2015年12月1日)「訳あり物件　絶対につかまされない知恵と眼力」
- 『ダ・ヴィンチ』KADOKAWA(2015年12月21日)「「訳あり物件」の実態・回避法・交渉術をまとめた一冊」[4]
- 『週刊現代』講談社(2016年1月15日)「2016年は「ワケアリ」で得をしよう」
- 『ちちんぷいぷい』毎日放送(2016年10月20日)「石田ジャーナル・木曜法廷／事故物件で損害賠償」
- 『GOLD ONLINE』幻冬舎(2017年5月～７月連載）「買主・借主必見！「訳あり物件」の徹底回避術」[5]
- 『楽待不動産投資新聞』ファーストロジック(2017年8月17日)「半額で買える可能性もある「訳あり物件」とは？」[6]
- 『現代ビジネス』講談社(2017年11月30日)「知らぬ間に「殺人物件」「事故物件」をつかまされない唯一の方法」[7]

## ラジオ・テレビ出演
- 『GOLD RUSH』J-WAVE(2015年11月20日)「トラブルに巻き込まれないための物件探しテクニック」[8]
- 『荒川強啓 デイ・キャッチ!』TBSラジオ(2015年12月17日)「横浜の“傾きマンション”は他人事じゃない！最新・訳あり物件事情」
- 『ビーバップ!ハイヒール』朝日放送(2016年6月16日)「知らない人は損をする！訳アリ物件の見抜き方」